# Четвёртый протокол (фильм)
«Четвёртый протокол» (англ. The Fourth Protocol) — кинотриллер 1987 года по одноимённому роману Фредерика Форсайта.

## Сюжет
Название фильма связано с секретным соглашением между ядерными державами, предусматривающим отказ от попыток тайного провоза ядерных взрывных устройств на чужую территорию.
Британский контрразведчик Джон Престон идёт по следу подозреваемого в предательстве сотрудника министерства обороны Джорджа Беренсона. Ему удаётся выследить его связника — южноафриканского дипломата Яна Марэ. Британцы приходят к выводу, что Беренсон завербован «под чужим флагом». Узнав, что на самом деле он передавал секретные документы Москве, Беренсон соглашается стать «двойным агентом». У Престона случается конфликт с начальником, который перебрасывает его в управление по безопасности портов и аэропортов. Расследуя таинственную гибель советского матроса, который был сбит грузовиком, пытаясь проскочить мимо вахтёра порта, Престон находит у него странный металлический диск. Диск сделан из полония, это детонатор для атомной бомбы. В районе, куда спешил матрос, происходит радиопередача. Престон подозревает, что советские агенты собираются провезти через границу атомную бомбу по частям.
В Москве заместитель председателя КГБ генерал Карпов понимает, что затевается некая сверхсекретная операция. Его старый друг жалуется, что у него забрали его лучшего специалиста по нелегальной разведке майора Петровского, который заброшен в Великобританию под именем Джеймса Эдварда Росса, и требует объяснений. Карпов пытается найти людей, которые могли бы знать об этой операции, но спланировавший её Ким Филби убит агентом Говоршина майором Павловым, которого позже убивает сам Петровский перед отъездом в Лондон. Допросив водителя Филби, Карпов понимает, что глава КГБ провёл тайное совещание. Карпов раскалывает одного из участников совещания, предъявив компрометирующие материалы на его сына-гомосексуалиста. Выясняется, что Говоршин проводит операцию «Аврора». Из компонентов, полученных Петровским, будет собрана бомба. Ядерный взрыв произойдёт у аэродрома, где базируются американские самолёты, что повлияет на исход выборов и приведёт к выходу Великобритании из НАТО. КГБ посылает специалиста по бомбам Ирину Васильевну под маской жены, которая привозит Петровскому недостающий полониевый диск, и той же ночью они собирают бомбу, которая должна взорваться через 2 часа после запуска таймера. В тайне от Петровского Ирина устанавливает своим ключом таймер на мгновенный взрыв. Тот расшифровывает инструкции КГБ, согласно которым он должен убить Ирину. После секса Ирина замечает листок бумаги на котром пропечатался расшифрованный приказ: "Убей её" и пытается предупредить Петровского об изменённом таймере, но тот прристреливает её.
Чтобы сорвать операцию, Карпов посылает неумелого курьера Винклера с негодными документами, британцы сразу же устанавливают за ним слежку. Винклер приводит агентов к конспиративной квартире, куда является Петровский, чтобы сообщить о готовности произвести взрыв. В это время Петровский узнает, что Ирина изменила время взрыва в таймере бомбы. Отряд SAS берёт штурмом квартиру Петровского, но к удивлению Престона, десантники убивают получившего при штурме ранение Петровского, так как британские спецслужбы договорились с КГБ о ликвидации ставшего ненужным советского агента.
Престон застаёт главу разведки Ирвайна на встрече с Карповым, высказывает всё, что о них думает, и уходит с сыном.

## В ролях
| Актёр            | Роль                                         |
| ---------------- | -------------------------------------------- |
| Майкл Кейн       | Джон Престон                                 |
| Пирс Броснан     | майор КГБ Валерий Петровский                 |
| Нед Битти        | Павел Петрович Борисов                       |
| Джоанна Кэссиди  | Ирина Васильевна                             |
| Джулиан Гловер   | Брайан Харкорт-Смит                          |
| Майкл Гоф        | сэр Бернард Хэммингс                         |
| Рэй Маканелли    | начальник 1-го управления КГБ генерал Карпов |
| Иэн Ричардсон    | сэр Найджел Ирвин                            |
| Филип Джексон    | Баркиншоу                                    |
| Джерри Харт      | профессор Крилов                             |
| Майкл Д. Джексон | майор Павлов                                 |
| Алан Норт        | Председатель КГБ СССР Говоршин               |
| Аарон Шварц      | Грегориев                                    |
| Майкл Билтон     | Ким Филби                                    |

## Отличия от книги
- Фильм начинается с убийства Кима Филби майором Павловым, так как Филби разработал операцию и слишком многое знает. В книге Филби остается в живых и является одним из ключевых персонажей.
- Майор Павлов, которого убил Петровский, в книге не погибает и является племянником генерального секретаря ЦК КПСС, который исполняет роль связного между ним и Филби.
- В начале фильма Престон проникает в дом Беренсона, чтобы разоблачить его как предателя. В книге профессиональный вор Джим Роулингс совершает ограбление дома Беренсона. Помимо драгоценностей он находит секретные документы в дипломате. Как патриот своей страны, он забирает их и анонимно отправляет разведслужбе. В фильме персонаж Роулингса отсутствует, равно как и изменяется судьба украденных им драгоценностей. Если в фильме Ирвин возвращает Беренсону украденные Престоном драгоценности, то в книге Роулингс уничтожает их, а Беренсон заказывает фальшивые копии из циркония, которые затем прячет в банке.
- Замысел Филби в способствовании победы лейбористов на выборах, который приведет к коммунистическому перевороту в стране, в фильме отсутствует.
- Поездка Престона в ЮАР с целью установить связи Яна Марэ в сценарий фильма не вошла.
- В книге специалистом по бомбам является мужчина, которому Петровский ломает шею в лесу во время поездки в аэропорт. В фильме специалистом по бомбам стала женщина, которую Петровский застрелил из пистолета через подушку.
- Схема активации бомбы в книге и фильме сильно отличается: в книге у атомной бомбы есть две кнопки, одна из которых активирует детонацию через 2 часа, а другая приводит взрывное устройство в действие моментально, но ни Петровский, ни специалист по бомбам не знают, что обе кнопки на самом деле активируют мгновенную детонацию. В фильме присланная специалист по бомбам тайно переставляет таймер на мгновенный взрыв и закрывает крышку таймера своим ключом, чтобы Петровский не знал о решении КГБ уничтожить его вместе с бомбой.
- Советский моряк в книге становится жертвой нападения бандитов, а затем совершает самоубийство, спрыгнув с крыши госпиталя. В фильме его сбивает насмерть грузовик, когда тот в панике убегает от сотрудника охраны порта, потребовавшего предъявить документы.
- Петровский использует в книге финский пистолет с отравленными цианистым калием пулями. В фильме у него обыкновенный пистолет Макарова.

## Награды и номинации
- MystFest, 1987 — номинация на лучший фильм[1]